# Stylopauropus montanus
Stylopauropus montanus är en mångfotingart som beskrevs av Imre Loksa 1966. Stylopauropus montanus ingår i släktet skaftfåfotingar, och familjen fåfotingar. Inga underarter finns listade i Catalogue of Life.